# Мюир, Хелен
Изабелла Хелен Мюир (англ. Isabella Helen Mary Muir), 20 августа 1920, станция «Наини Тайль», Гималаи — 28 ноября 2005, Йоркшир, Англия) — английский ученый (биомедицина, химия), попечитель фонда Wellcome Trust (1982—1990). Занималась исследованиями заболеваний суставов, особенно остеоартрита. Заложила основу молекулярно-клеточных исследований в области дегенеративных заболеваний суставов.

## Биография

### Молодость
Хелен родилась 20 августа 1920 года на горной станции «Наини Таль» в Гималаях. Родители: отец Василий Мюир, мать Глэдим Мюир. До 10 лет воспитывалась матерью в Индии, а затем в школе-интернате в Монтрё (Швейцария) и в Доун-хаус в Беркшире (Англия). После школы в Швейцарии и в Беркшире поступила в Сомервилльский колледж, в Оксфорде. Изначально она должна была изучать медицину, однако под влиянием её наставника Дороти Ходжкин, она переключила своё внимание на химию. В 1944 году Хелен окончила колледж и осталась в Оксфорде, чтобы заниматься исследованиями и защитить докторскую диссертацию на химическом факультете. Её первая работа была связана с синтезом противомалярийных смесей под руководством доктора Ф. Е. Кинга. А затем под руководством профессора Роберта Робинсона, она занялась химическим синтезом пенициллина, что являлось в то время высокоприоритетным, так как шла война. В 1947 году она защитила докторскую диссертацию.
Позднее она работала научным сотрудником в школе патологии сэра Уильяма Данна. А затем была принята на работу Альбертом Нойбергером (ФРС 1951) в новую группу Национального Института медицинских исследований, и переехала в новый институт в Милл-Хилл в 1949 году. Там она работала над биосинтезом гема, используя радиоактивно меченные прекурсоры для определения происхождения различных атомов азота в геме. Хелен опубликовала свои первые статьи с Нойбергером в «Biochemical Journal» в 1949 и 1950 годах на тему «Биогенез порфиринов». В работе использовался 15N меченный глицин (химически синтезированный Хелен), который впрыскивали кроликам. Хелен использовала этот подход для исследования маркировки структурного белка коллагена. В начало 1950-х концепции биосинтеза белка все ещё были недостаточно изучены, и на вопрос «как важные структурные белки, такие как коллаген, были синтезированы и заложены в ткани», пока ещё не было ответа.

### Исследования в ревматологии
После работы с Нойбергером Хелен переехала в Сент-Мэри, где получила стипендию Императорского совета по ревматизму. Таким образом, ей удалось привлечь внимание к проблемам артрита. Переезд из Милл-Хилла в Сент-Мэри был очень сложен для Хелен, так как она перешла из хорошо финансируемых исследовательских лабораторий к медицинской среде, которой в середине 1950-х годов не хватало научно-исследовательских учреждений и оборудования, подходящего для биохимических исследований Хелен. Тем не менее, она получила поддержку от профессора Пирта, который высоко оценил новые способы изучения ревматических заболеваний, принесённых ею в Сент-Мэри. Именно с этой поддержкой она решила начать исследования хондроитинсульфата. В то время он являлся главным избыточным компонентом хряща в суставных соединениях. Её первоначальный интерес был сильно подстегнут статьей, в которой сообщалось, что полисахариды, и в частности хондроитинсульфат, при введении кроликам с бактериальным посевом вызвал состояние похожее на ревматическую лихорадку.
Хелен начала исследование хондроитинсульфата различными препаративными методами отличными от тех, которые использовали авторы первоначально статьи в The Lancet. Она повторила работу с хондроитинсульфатом, очищенным сильно щелочной экстракцией и повторным осаждением, как рекомендовал ведущий специалист в этой области Карл Майер. При такой подготовке её результаты сильно отличались от опубликованных в журнале The Lancet. Затем она исследовала антигенность хондроитинсульфата и пришла к выводу, что он не является иммуногенным.

### Институт ревматологии им. Кеннеди
Большая часть карьеры Хелен провела в институте ревматологии им. Кеннеди в Хаммерсмите, который был первым в мире специализированным институтом ревматологии, финансируемым исследовательской кампанией артрита. В 1966 году Хелен была принята на работу в Институт ревматологии им. Кеннеди, где возглавила исследовательский отдел. Она продолжила свою исследовательскую деятельность и стала директором института в 1977 году. Группа биохимиков, под руководством Хелен, проводила работу по исследованию структуры и функций протеогликанов хряща. Её исследовательская группа первой установила, что супрамолекулярная организация протеогликанов во внеклеточном матриксе хряща, участвует в их привязке к несульфатированному гликозаминогликану,гиалуроновой кислоте. В то время это было совершенно непредсказуемо и неожиданно, что один высокозарядный протеогликан хондроитинсульфат специфически связывается с другой высокозаряженной молекулой — гиалуроновой кислотой. Это стало первым примером семейства белков, прикрепленного к хондроитинсульфату, связывающих гиалуроновую кислоту. Именно эти супрамолекулярные структуры объясняли высоко вязкоупругие свойства хряща. Продолжением этой работы было разработка исследований дегенерации хряща при экспериментальном заболевании суставов. Это положило начало длительному сотрудничеству с ICI Pharmaceuticals (позже ставшей AstraZeneca), которое имело основополагающее значение в установлении того, что дегенеративные заболевания суставов были не просто «износом», но и включали активный процесс. Таким образом, главным достижением Хелен за эти годы стало перемещение исследований заболеваний суставов из эпохи наблюдательно описательной патологии в молекулярный и клеточный анализ процессов, лежащих в основе этих заболеваний.

### Совет медицинских исследований и благотворительный фонд WellcomeTrust.
Хелен Мюир стала первой женщиной, назначенной членом Совета медицинских исследований (СМИ) (1973—1977), и была активным участником развития СМИ. В то время совет возглавлялся не учеными, и когда Хелен была его членом, его возглавлял герцог Нортумберлендский. Хелен была назначена попечителем WellcomeTrust в 1982 году и была им до 1990 года. Это было время, когда фонд Trust, который до этого владел фармацевтическими компаниями Wellcome в Великобритании и США, решил отказаться от своей собственности и реализовать свои активы в компаниях для создания огромного инвестиционного фонда. Именно этот переход позволил Trust стать крупнейшим фондом по финансированию биомедицинских исследований в Великобритании. Хелен сыграла большую роль в расширении Trust и развитии новых возможностей, которыми фонд поддерживал британские биомедицинские исследования. Она также способствовала продвижению и поддержке развития исследований в области, где основную роль в развитии болезней играет биология соединительной ткани и матрикса, что характерно для многих хронических заболеваний человека.

Даже с выходом на пенсию, она продолжила интересоваться наукой. В результате продолжительной борьбы с раком груди, она умерла 28 ноября 2005 года. Её похороны состоялись в местной церкви в Хорнби-на-Бедале.

## Открытие Хелен Мюир
Исследования Хелен были сосредоточены на необычных биофизических (вязкоупругих) свойствах препаратов хондроитинсульфата, извлеченного из хряща. Эти свойства не могли объяснить из-за его структуры. В то время считалось, что он может существовать в какой-то связи с другими структурными белками.
То что хондроитинсульфат может быть ковалентно связан с белком, не считалось правдоподобным, так как на то время знания о структуре углеводов были основаны на свойствах целлюлозы,крахмала и гликогена. В этих полисахаридах белок не считался частью их структуры или функции. Кроме того, хондроитинсульфат был членом семейства мукополисахаридов (позже известных как гликозаминогликаны), которые имели длинные неразветвленные цепи из повторяющихся дисахаридов. На понимание структуры мукополисахаридов сильно повлиял Карл Майер, который много лет назад идентифицировал гиалуроновую кислоту как несульфатированный мукополисахарид. Она была хорошо очищена и показала, что содержит незначительное количество белка. Таким образом, гиалуроновая кислота сформировала структурный шаблон для семейства мукополисахаридов, а именно то, что они не имеют ковалентной связи с белком. В работе Хелен преобладали примеры полисахаридов без ковалентных связей с белком.
Однако необходимо было объяснить, как хондроитинсульфат может оказывать влияние на сложные вязкоупругие свойства, проявляющиеся в экстрактах хряща. В то время преобладающим было мнение, что хондроитинсульфат может образовывать нековалентные комплексы с белками. Хелен были предложены следующие методы исследования взаимосвязи хондроитинсульфата с белком. Идея заключалась в том, чтобы извлечь и последовательно очистить хондроитинсульфат от хряща и проанализировать содержание белка в процессе очистки. Хрящ измельчали, а затем извлекали в 10 % CaCl2 в течение 2 дней при 4 °С в атмосфере азота. Желатиновый экстракт, богатый хондроитинсульфатом, осаждали насыщенным сульфатом аммония, повторно растворяли в воде, а затем дважды осаждали хлоридом кобальта аммония. Потом препарат переводили в натриевую соль, промывали этанолом, диэтиловым эфиром и сушили в течение 3 дней над оксидом фосфора (v). В результате получался материал, содержащий хондроитинсульфат с 2,4 % азота, при этом образовывал очень вязкий в воде раствор. Затем Хелен применила новый метод осаждения с 5-аминоакридином. Это был ещё один способ удаления несвязанного белка, содержание которого в результате снизилось до 1,77 %. С последующим повторным осаждение состав не менялся, а препарат сохранял высокую вязкость. Таким образом, этот высокоочищенный материал анализировали на содержание хондроитинсульфата плюс дополнительный азот, соответствующий 10 % белка.
Чистоту препарата с 10-процентным белком дополнительно определяли электрофорезом, который показал только один гомогенный компонент. Это даёт четкие доказательства того, что белок и хондроитинсульфат ковалентно связаны. Следующим шагом было исследование действия протеазы папаина. Хондроитинсульфат, выделенный после переваривания папаина, теперь имел значительно более низкое содержание азота (0,4 %), и он потерял свою высокую вязкость. Аналогичный эффект имела обработка препарата разбавленной щелочью. Таким образом, Хелен продемонстрировала, что после обработки протеазой и щелочью содержание белка уменьшалось, а высокая вязкость исчезала. Таким образом, данные свидетельствуют о том, что хондроитинсульфат связан с белком с помощью чувствительной к щелочности связи, а в дальнейшей работе был идентифицирован серин как аминокислота, которая образует ковалентную связь. Эта концепция сахарных цепочек, связанных с белковыми остатками серина, в то время была неизвестна. Её работы изначально были скептически восприняты другими специалистами в этой области, как и многие новаторские открытия, и потребовалось время, чтобы они были полностью приняты.
Она использовала различные методы для очистки препарата и оценки его чистоты; тестировала влияние нескольких ферментов на свойства и состав, проводила ультрафильтрацию и анализ как сохраненных, так и высвобожденных фракций из различных обработок. По её результатам 50 % серина в препарате связано с хондроитинсульфатом, что очень хорошо соотносится с современными данными, которые показывают, что 40-45 % сериновых остатков связаны с хондроитинсульфатом.

Идентификация ковалентного присоединения хондроитинсульфата к белку через серин была революцией в этой области. Данное открытие, опубликованное в 1958 г. в Biochemical Journal, привела к признанию того, что все гликозаминогликаны, за исключением гиалуроновой кислоты, были связаны с белком в виде протеогликанов. Открыв основу этого нового класса связей и новое семейство макромолекул, Хелен благодаря своей репутации и финансовой поддержке развивала свою работу с хрящами и протеогликанами.
Интерес Хелен к гликозаминогликанам также привел её к изучению заболеваний связанных с мукополисахаридозом и их лечение. Они включают в себя ряд постепенно ослабляющих лизосомных болезней накопления, таких как синдромы Гурлер и Хантера, при которых ферменты, необходимые для деградации гликозаминогликанов, отсутствуют, что приводит к внутриклеточному накоплению гликозаминогликанов и вызывает деформацию скелета и нарушение психического развития. Благодаря этой работе, Хелен занялась заместительной ферментной терапией. Было установлено, что лизосомные ферменты высвобождаются и поглощаются другими клетками, и поэтому доставка ферментов, или клеток, производящих ферменты, это способ решения медицинской проблемы. Лечение имело некоторый успех, но, к сожалению, его было недостаточно, чтобы обратить вспять серьёзные скелетные и нейродегенеративные изменения, вызванные длительным отсутствием функционального фермента до начала лечения.

## Увлечения
Хелен была яркой рыжеволосой женщиной. К тому же, кроме научных исследований, она сильно увлекалась верховой ездой. Она была членом клуба «Бедальская Охота» в Йоркшире, где её родители построили дом (Лангландс), около Бедаля, когда они вернулись в Великобританию из Индии. Особое удовольствие Хелен приносила охота; однажды она получила сильную травму во время верховой езды в 1950-х годах, но это никак не повлияло на её увлечение, и только ослабленное здоровье заставило её, в возрасте 75 лет, отказаться от него. На протяжении большей части своей карьеры Хелен работала в Лондоне и поездки в Йоркшир на выходные были способом убежать от суетливого Лондона, насладиться деревенской жизнью и, особенно, верховой ездой. Хелен также любила ездить в Лондоне, так как на протяжении многих лет она жила в Восточном Шине и ездила верхом в соседний Ричмондский Парк. Ей нравился балет, и она регулярно ходила в балетные классы, как она выражалась, для поддержания формы.

## Национальные и международные награды
1976 г. — медаль Гебердена Британского общества ревматологии

1977 г. — премия Фонда Фельдберга

1978 г. — медаль Бунима Американского общества артрита.

1981 г. — медаль Нейла Гамильтона Фэйрли Королевского колледжа врачей и медаль Сибабиохимического Общества

1981 г. —орден Британской империи.

1982 г. — премия Стейндлера Американского общества ортопедических исследований.

С 1977 г. член Королевского общества, а с 1989 г.- иностранный член Шведской королевской академии наук.

## Память
Ежегодно британским обществом матричной биологии в честь Хелен Мюир вручается премия Фелл-Мюир за выдающийся вклад в научные исследования.